# مسجد جامع خلیل‌آباد
مسجد جامع خلیل‌آباد مربوط به اوایل دوره پهلوی است و در شهرستان خلیل‌آباد، شهر خلیل‌آباد، میدان صاحب الزمان، خیابان امام خمینی، نبش امام خمینی ۲ واقع شده و این اثر در تاریخ ۲۶ اسفند ۱۳۸۶ با شمارهٔ ثبت ۲۲۲۴۰ به‌عنوان یکی از آثار ملی ایران به ثبت رسیده است.